# 法の庭
『法の庭』（ほうのにわ）は、週刊ヤングジャンプ（集英社）に連載されていた原作・田原成貴（元競馬騎手・調教師）、作画・能田茂による漫画作品、及びそれを原作としたテレビドラマ。

## テレビドラマ
2007年8月17日にフジテレビ金曜プレステージ枠で放映された。

### あらすじ
大学の法学部で同窓生だった3人が、それぞれ検事・弁護士・判事となり、法廷で再会。2つの事件を通じて3人の思いが交錯する。

### キャスト
- 天海杏子（検事） - 松雪泰子[1]
- 小泉健吾（弁護士） - 山口智充
- 田所誠（判事） - 吉田栄作
- 藤田直子（ホスト殺害の被疑者） - 藤田朋子
- 滝沢和弘（女性殺害の被疑者） - 吹越満
- 田所貴代美（田所の妻） - 菊池麻衣子
- 鮫津（警視）- 山田辰夫
- 山川壮一（裁判長） - 田山涼成
- 横山（弁護士） - 伊武雅刀
- たこ焼き屋 - あめくみちこ
- たこ焼き屋の娘 - 中川翔子
- 蓮見雅彦（検事） - 小野武彦
- 上村治（ホスト） - 松田悟志
- 矢部美穂
- 宮田恵子（田所の不倫相手） - 宝積有香
- 大澄賢也
- 井上（事務官） - 松澤一之
- パチンコ屋店員 - 波田陽区
- 平川（刑事） - 奥田達士
- 藤田正隆（直子の夫） - 菊池均也
- 中根徹
- 本村健太郎
- 相澤一成
- こばやしゆうき
- 加瀬尊朗
- 永田彬
- 高杉勇次
- 武田祐子　ほか

### スタッフ
- 脚本:宇山圭子
- 演出・プロデュース：佐々木章光（テレパック）
- 法律監修:白石美奈子
- 殺陣：宇仁貫三
- 技術協力：ビデオフォーカス
- 美術協力：フジアール
- スタジオ：緑山スタジオシティ
- フジテレビ編成企画:大辻健一郎
- プロデュース:山後勝英（テレパック）
- 製作:フジテレビ、テレパック